# Nguyễn Thị Tuyết Dung
Nguyễn Thị Tuyết Dung (* 13. Dezember 1993 in Đồn Xá, Bình Lục Distrikt) ist eine vietnamesische Fußballnationalspielerin.

## Karriere
Nguyễn startete ihre Karriere beim Phong Phú Hà Nam FC, wo sie 2011 Top-Torjägerin und beste Spielerin in der U19-National-League wurde. In ihrem zweiten Seniorjahr 2014 wurde sie Torschützenkönigin des Vietnam Women’s Football Championship. 2014 wurde sie vom Vietnam Football Federation mit dem Goldenen Ball als beste Spielerin ausgezeichnet.

### International
Seit 2013 vertritt Nguyễn die Vietnamesische Fußballnationalmannschaft der Frauen. 2013, 2014 und 2015 nahm sie für Vietnam, an den ASEAN-Fußballmeisterschaft der Frauen teil. 2015 sorgte sie am 5. Mai beim Spiel Vietnam gegen Malaysia, für weltweites Aufsehen, als Nguyễn in dem Spiel zwei Ecken direkt verwandelte.